# Rhyl Football Club
Maillots
Le Rhyl Football Club est un club gallois de football basé à Rhyl, ville de 24 889 habitants.

## Historique
- 1879 : fondation du club sous le nom de Rhyl Skull & Crossbones
- 1890 : le club est renommé Rhyl FC
- 1891 : fermeture du club
- 1892 : refondation du club sous le nom de Rhyl Athletic
- 1898 : absorption de Rhyl Town 1897
- 1910 : fermeture du club
- 1910 : refondation sous le nom de Rhyl United
- 1914 : fermeture du club
- 1919 : refondation du club sous le nom de Rhyl Athletic
- 1928 : le club est renommé Rhyl FC
- 2004 : 1re participation à une Coupe d'Europe (C1, saison 2004/05)

## Bilan sportif

### Palmarès
- Championnat du pays de Galles (2)
  - Champion : 2004, 2009
  - Vice-champion : 2005, 2007

- Coupe du pays de Galles (4)
  - Vainqueur : 1952, 1953, 2004, 2006
  - Finaliste : 1927, 1930, 1937, 1993

- Coupe de la Ligue du pays de Galles (2)
  - Vainqueur  : 2003, 2004

### Bilan européen
Note : dans les résultats ci-dessous, le score du club est toujours donné en premier.
| Saison    | Compétition         | Tour            | Club               | Domicile | Extérieur | Total  |
| --------- | ------------------- | --------------- | ------------------ | -------- | --------- | ------ |
| 2004-2005 | Ligue des champions | Premier tour Q  | Skonto Riga        | 1 - 3    | 0 - 4     | 1 - 7  |
| 2005-2006 | Coupe UEFA          | Premier tour Q  | Atlantas Klaipėda  | 2 - 1    | 2 - 3     | 4E - 4 |
| 2005-2006 | Coupe UEFA          | Deuxième tour Q | Viking FK          | 0 - 1    | 1 - 2     | 1 - 3  |
| 2006-2007 | Coupe UEFA          | Premier tour Q  | Sūduva Marijampolė | 0 - 0    | 1 - 2     | 1 - 2  |
| 2007-2008 | Coupe UEFA          | Premier tour Q  | Haka Valkeakoski   | 3 - 1    | 0 - 2     | 3 - 3E |
| 2008      | Coupe Intertoto     | Premier tour    | Bohemians FC       | 2 - 4    | 1 - 5     | 3 - 9  |
| 2009-2010 | Ligue des champions | Deuxième tour Q | Partizan Belgrade  | 0 - 4    | 0 - 8     | 0 - 12 |

Légende
- Victoire ou qualification pour le tour suivant
- Match nul
- Défaite ou élimination de la compétition

## Joueurs et personnages du club

### Joueurs emblématiques
- Simon Davies